# Lone Frank
Lone Frank (født Lone Frank Pedersen 28. september 1966 i Aarhus) er en dansk videnskabsjournalist, forfatter og ph.d. i neurobiologi, som siden
1998 har
skrevet videnskabsstof for Weekendavisen. Hun er desuden debattør, foredragsholder og har arbejdet med radio og tv; bl.a. tilrettelagt og medvirket i DR2-programserierne Videnskab der udfordrer (2007) og Hulemanden indeni (2008).
I 2005 fik hun Svend Bergsøes Fonds formidlerpris og i 2006 Fremtidsprisen. Hun sidder i bestyrelsen for Svend Bergsøes Fond og er medlem af advisory board for LIFE, Københavns Universitets biovidenskabelige fakultet samt Experimentariums præsidium.
Hun sidder i VL-gruppe 67.
Hun fik kandidatgrad i biologi på et speciale om "transkriptionel regulation af glutamatreceptorer ved cerebral iskæmi" fra Aarhus Universitet i 1992.
I september 2010 indbragte hendes bog, Mit smukke genom, generelt stor anerkendelse. Bogen er baseret på en række genetisk baserede tests, som tilsigter at afklare, hvad den biologiske baggrund betyder for menneskets personlige udvikling.
Bogen blev i 2011 oversat og udgivet på engelsk med titlen My Beautiful Genome: Exposing Our Genetic Future, One Quirk at a Time. Den er også udgivet på tysk, norsk og hollandsk.